# Duma (distrikt)
Duma (arabiska: منطقة دوما) är ett distrikt i Syrien.   Det ligger i provinsen Rif Dimashq, i den södra delen av landet, 130 kilometer öster om huvudstaden Damaskus. Administrativ huvudort är staden Duma.